# ذات بعدان

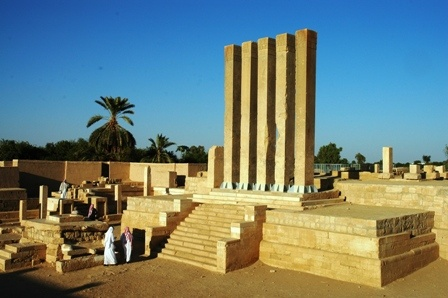
مملكة سبأ في اليمن - الملكة بلقيس (معبد الشمس في مملكة سبأ)

ذات بَعدان (بخط المسند 𐩹𐩩 𐩨𐩲𐩵𐩬) و ذات حَمْيَم (𐩹𐩩 𐩢𐩣𐩺𐩣) وغيرها من الإلهات التي تبدأ بكلمة "ذات" (ذات ظَهْران وذات صَنْت وذات رَحْبان) يقترح الباحثون أنهن  معبودات شمسية. ويعني اسمها ذات بعدان "ذات البُعد"، وذات حَمْيَم يعني "ذات الحَمْي أو الحماية". كانت شمس إلهة الواحات والطبيعة وموسم الأمطار، وعُبدت في جميع أنحاء اليمن القديمة والصومال وإثيوبيا. وكانت لذات حَمْيَم كاهنة تُدعى «حَلَّامة» تتلقى الوحي من المعبودة ذات حَمْيَم في المنام.

### في الموروث الإسلامي
لم يرد ذكر صنم أو معبود باسم بعدان، وإنما يتكرر اسم "بعدان" في كتب الهَمْداني ضمن سلاسل الأنساب كقوله "وذو مناخ بن عبد شمس ‌وبعدان وريمان وعروان وحميم...".